# Captive Wild Woman
Captive Wild Woman är en amerikansk långfilm från 1943 i regi av Edward Dmytryk, med bland andra John Carradine och Milburn Stone i rollerna. Två uppföljare gjordes; Jungle Woman (1944) och The Jungle Captive (1944)

## Handling
Djurtränaren Fred Mason (Milburn Stone) återvänder från Afrika med en massa olika djur, bland dem gorillan Cheela. Den galna forskaren Dr. Sigmund Walters (John Carradine) låter kidnappa Cheela och injicerar henne med mänskligt hormon vilket förvandlar gorillan till en vacker kvinna. När hans medhjälperska Strand (Fay Helm) börjar protestera dödar han henne och stoppar in hennes hjärna i apkvinnan.

## Rollista
| John Carradine | – Dr. Sigmund Walters |
| Milburn Stone  | – Fred Mason          |
| Evelyn Ankers  | – Beth Colman         |
| Lloyd Corrigan | – John Whipple        |
| Acquanetta     | – Paula Dupree        |
| Martha Vickers | – Dorothy Colman      |
| Fay Helm       | – Nurse Strand        |
| Vince Barnett  | – Curly, a rube       |
| Paul Fix       | – The Handler         |
| Ray Corrigan   | – Cheela the Ape      |

## Produktion
Universal Pictures lånade in regissören Edward Dmytryk ifrån RKO.
För att spara pengar återanvände man mycket material ifrån Tigern är lös (1933).